# The Powerpuff Girls Movie
The Powerpuff Girls Movie är en amerikansk animerad film från 2002, regisserad av Craig McCracken. Filmen är baserad på den animerade TV-serien Powerpuffpinglorna.

## Handling
Filmen utspelas innan TV-serien. Staden Townsville terroriseras av brottslingar dag ut och dag in. Men vetenskapsmannen professor Utonium blandar ihop socker, peppar och allt som är snällt för att skapa den perfekta lilla flickan. Men tack vare en liten knuff från sin apassistent Jojo råkar professor Utonium av misstag även tillsätta Kemikalie X i sin blandning, vilket skapar tre små flickor med superkrafter som professor Utonium döper till Blomman, Bubblan och Buttran.
Blomman, Bubblan och Buttran försöker passa in i Townsville, trots sina superkrafter, men när de leker råkar de ge staden enorma skador med sina superkrafter. Stadens invånare börjar genast hata flickorna och de börjar känna sig utstötta. Då träffar de professor Utoniums apassistent Jojo, som fick enorm intelligens efter olyckan med Kemikalie X, och han övertalar flickorna att hjälpa honom bygga en maskin som, enligt honom, ska göra Townsville till en bättre plats. Men föga anar Blomman, Bubblan och Buttran att Jojo, som kallar sig själv för Mojo Jojo, egentligen planerar att bygga upp en armé av intelligenta apor och ta över hela världen. Det blir upp till Blomman, Bubblan och Buttran att stoppa Mojo Jojo och rädda världen. 

## Rollista
| Roll              | Engelsk röst     | Svensk röst      |
| ----------------- | ---------------- | ---------------- |
| Blomman           | Cathy Cavadini   | Lena Ericsson    |
| Bubblan           | Tara Strong      | Maria Bingestam  |
| Buttran           | Elizabeth Daily  | Gunilla Herminge |
| Mojo Jojo         | Roger L. Jackson | Mikael Roupé     |
| Professor Utonium | Tom Kane         | Dan Bratt        |
| Borgmästaren      | Tom Kenny        | Dan Bratt        |
| Berättaren        | Tom Kenny        | Johan Wikström   |
| Fröken Keane      | Jennifer Hale    | Gizela Rasch     |
| Fröken Bellum     | Jennifer Martin  | Gizela Rasch     |
| Ace               | Jeff Bennett     | Dan Bratt        |
| Big Billy         | Jeff Bennett     | Fredrik Dolk     |
| Snake             | Tom Kenny        | Olli Markenros   |
| Lille Arturo      | Tom Kenny        | Stefan Frelander |
| Linda             | Grey DeLisle     | -                |